# William St. John Forman
William St. John Forman (* 20. Januar 1847 in Natchez, Mississippi; † 10. Juni 1908 in Champaign, Illinois) war ein US-amerikanischer Politiker. Zwischen 1889 und 1895 vertrat er den Bundesstaat Illinois im US-Repräsentantenhaus.

## Werdegang
Im Jahr 1851 zog William Forman mit seinem Vater nach Nashville in Illinois. Er  besuchte die öffentlichen Schulen seiner neuen Heimat und das Washington Seminary in Richview. Nach einem anschließenden Jurastudium und seiner 1870 erfolgten Zulassung als Rechtsanwalt begann er in Nashville in diesem Beruf zu arbeiten. Gleichzeitig schlug er als Mitglied der Demokratischen Partei eine politische Laufbahn ein. Zwischen 1878 und 1884 war er Bürgermeister von Nashville; von 1884 bis 1888 saß er im Senat von Illinois. Zwischen 1876 und 1896 nahm Forman als Delegierter an allen Democratic National Conventions und allen regionalen Parteitagen der Demokraten in Illinois teil.
Bei den Kongresswahlen des Jahres 1888 wurde Forman im 18. Wahlbezirk von Illinois in das US-Repräsentantenhaus in Washington, D.C. gewählt, wo er am 4. März 1889 die Nachfolge von Jehu Baker antrat. Nach zwei Wiederwahlen konnte er bis zum 3. März 1895 drei Legislaturperioden im Kongress absolvieren. Seit 1893 war er Vorsitzender des Milizausschusses. Im Jahr 1895 zog William Forman nach East St. Louis, wo er als Anwalt praktizierte. 1896 kandidierte er erfolglos für das Amt des Gouverneurs von Illinois. Danach war er von 1895 bis 1899 Bundessteuerbeauftragter (Commissioner of Internal Revenue). Er starb am 10. Juni 1908 in Champaign und wurde in seinem früheren Wohnort Nashville beigesetzt.